# Бессарабский рынок
Бессара́бский ры́нок (укр. Бессарабський ринок) или Бессара́бка — крупный крытый рынок, расположенный в центре Киева на Бессарабской площади, которая находится на западном конце Крещатика, главной и наиболее известной улицы города.
Здание построено в 1910—1912 годах по проекту архитектора Генриха Гая на деньги известного киевского сахарозаводчика Лазаря Бродского, завещанные им после смерти. Открыт 3 (16) июля 1912 года.
Название рынка восходит к Бессарабии, региону, отвоёванному Российской империей у Турции в ходе русско-турецких войн и находящемуся частично на территории Украины в Одесской области.

## История

### Предыстория
Место, где сейчас находится рынок, было облагорожено только в 1869 году. До этого, Бессарабка представляла собой пустырь. Она постоянно заливалась водой, бегущей со всех окрестных холмов (не спасала даже «труба», проложенная здесь же для приёма сточных вод и всяческих нечистот) и была усеяна бытовыми отходами. Место было знаменито тем, что здесь собирались оборванцы и люди, промышлявшие разбоем и грабежом. Появляться в районе Бессарабки вечером было опасно. 
На месте бывшего пустыря с дурной репутацией организовали площадь, на которой планировали установить памятник Богдану Хмельницкому. Торговля на площади велась задолго до постройки здания рынка. К началу XX века Бессарабка превратилась в торговую площадь, сплошь покрытую разнообразными торговыми павильонами. Гужевой транспорт вливался в Бессарабскую площадь с Крещатика и Бибиковского бульвара. К 1902 году стало очевидно, что торговлю на площади необходимо упорядочить. Логичнее всего это было сделать, построив крытый рынок. Стоимость строительства оценивалась в 500 000 рублей, при том, что весь городской бюджет составлял 2 000 000 руб.
В 1904 году скончался крупнейший сахарозаводчик Лазарь Бродский завещавший Киеву 500 тысяч рублей на строительство крытого рынка.

### Строительство
К детальной разработке программы строительства приступили только в 1908 году из-за длительных согласований с родственниками Бродского условий получения денег. Город долго не хотел брать деньги сахарозаводчика из-за дополнительных условий, которые тот оговорил в завещании.
Первоначально, город планировал устроить в одном здании продуктовый и цветочный рынки, а также городскую публичную библиотеку, но впоследствии эта идея была отклонена (позже её воздвигли в Царском Саду, ныне — Национальная библиотека Украины).
В окончательном варианте рынок был предназначен только для торговли. В здании должны были разместиться 31 наружный магазин, ресторан и обширный торговый зал. В зале были отведены 88 мест для торговли мясом, салом, колбасой; 88 мест — для сбыта зелени и овощей, молочных продуктов, хлеба; 27 мест — для продажи рыбы. По расчетам комиссии, ведавшей будущим строительством, чистая прибыль от рынка ожидалась на уровне 10—12 % годовых. Летом 1908 года состоялся закрытый конкурс проектов крытого рынка на Бессарабке. Первую премию получил Генрих Гай. Выбирая проект комиссия учла, что у архитектора уже есть опыт возведения подобного рынка в Варшаве (рынок на площади Витковского (ныне Казимира Великого), разрушенный в 1944 году). Рассматривались также проекты Э. Брадтмана, А. Кобелева (3 место), А. Кривошеева, А. Минкуса (2 место). Год ушёл на доработку проекта и подготовку площади под строительство, а в 1910-м году, выигравшая торги на подряд фирма «Гугель и Калмановский», развернула работы под наблюдением гражданского инженера Михаила Бобрусова.
Конструкция рынка была невероятно сложной. Толстые кирпичные стены сочетались с многотонным металлическим сводчатым каркасом, на который опиралось перекрытие стеклянной крыши. Светопроницаемая крыша, опирающаяся на металлическую ферму, позволила добиться недоступной до этого времени освещённости внутреннего пространства. Опыта строительства подобных сооружений у местных архитекторов не было и чтобы лучше подготовиться к работе надзирающий за строительством инженер М. П. Бобрусов был даже отправлен в Европу для осмотра и ознакомления с устройством крытых рынков, какие существуют в крупных городах Западной Европы.

## Иконография
Бессарабский рынок построен в стиле позднего модерна. Фасады рынка украшены рельефами на пасторальные темы: «Молочница», «Селянин с быками», «Рыбы». Арки входов венчают головы быков. Авторы рельефов скульпторы Татьяна Руденко, Алексей Теремец, ученики Фёдора Балавенского и Пётр Сниткин (uk). Решётки ворот украшены утками, взлетающими с озёрной глади, и даже головки заклёпок выполнены в виде цветов.
Авторы книги «Киев в стиле модерн» описывают настроение в котором создавался и живёт посей день Бессарабский рынок следующим образом: «Крестьянка, несущая крынки, полные парного молока; сельский мужичок, запрягший в ярмо пару своих лучших волов; голова длиннорогого быка в замковом камне арочного входа, — среди жёсткой реальности современного Киева они ещё милее сердцу, чем сто лет назад. Миром, гармонией и пасторальной идиллией дышит здание рынка, этого сказочного украинского хутора посреди суетливой городской площади. Кажется, что это ловушка, в которую угодило и навеки остановилось время…».

## История рынка
Бессарабский рынок освятили 3 июля 1912 года.

В 1930-е годы на рынке располагалась судебно-медицинская лаборатория Наркомата здравоохранения (очевидно, потому, что ей были нужны подземные холодильники Бессарабки, когда-то выписанные из Ревеля).

В 1960-е годы рынок реконструировали, но бережно и до наших дней он дожил, сохранившись почти без изменений.

В 1980-е годы рынок чуть было не уничтожили. Предполагалось, что на его месте построить транспортную развязку.

В настоящее время здание рынка является коммунальной собственностью — принадлежит коммунальному предприятию (КП) «Бессарабский рынок».

По всеобщему мнению киевлян и гостей столицы Украины, Бессарабский рынок является самым дорогим в Киеве. Идиомы «дорого, как на Бессарабке», или «мы же не на Бессарабке» (в значении «торг неуместен») прочно вошли в повседневную жизнь киевлян.

Время от времени встаёт вопрос о перепрофилировании Бессарабского рынка. Иногда из рынка предлагают сделать отель, иногда картинную галерею или пассаж с магазинчиками. Ради этого предлагается его надстроить, уничтожив исторический облик Бессарабского рынка, но рынок всё ещё жив и работает, как и сто лет назад.